# Хаген
Хаген (њем. Hagen) град је у њемачкој савезној држави Северна Рајна-Вестфалија. Посједује регионалну шифру (AGS) 5914000, NUTS (DEA53) и LOCODE (DE HAG) код.
Налази се у југоисточном делу Рурске области, 15 километара јужно од Дортмунда, на простору где се реке Лене, Волме и Енепе уливају у реку Рур.
Хаген се први пут помиње око 1200. Развио се у 19. веку када је у Рурској области почела експлоатација угља и производња челика.

## Географија
Град се налази на надморској висини од 106 метара. Површина општине износи 160,4 .

## Становништво
У самом граду је, према процјени из 2010. године, живјело 190.121 становника. Просјечна густина становништва износи 1.186 становника/.

## Међународна сарадња
| Мјесто               | Држава    | Врста сарадње | Од    |
| -------------------- | --------- | ------------- | ----- |
| Јенчанг              | Кина      | контакт       | 2005. |
| Хајнинг              | Кина      | контакт       | 2005. |
| Модин-Макабим-Ројт   | Израел    | партнерство   | 1997. |
| Смоленск             | Русија    | партнерство   | 1985. |
| Коувола              | Финска    | партнерство   | 1963. |
|                      | Француска | партнерство   | 1965. |
| Лијевен              | Француска | партнерство   | 1960. |
| Брук на Мури         | Аустрија  | партнерство   | 1974. |
| Палма ди Монтекијаро | Италија   | партнерство   | 2011. |
| Извор                |           |               |       |